# Malvaloca (película de 1954)
Malvaloca es una película española de drama estrenada en 1954, dirigida por Ramón Torrado y protagonizada en el papel estelar por Paquita Rico.
Está basada en la obra de teatro homónima de los hermanos Álvarez Quintero.

## Sinopsis
Malvaloca es una joven bailarina y cantante que trabaja en un café. Cuando se entera de que su anterior novio, Salvador, ha sido herido mientras arreglaba una campana en la fundición, acude corriendo a Las Canteras. Leonardo, amigo y socio de Salvador, la acompaña y acaba enamorado de ella. Los dos jóvenes se van a vivir juntos pese las envidias y el recuerdo de los amoríos de la muchacha con Salvador.

## Reparto
- Paquita Rico ... Malvaloca
- Peter Damon ... Leonardo
- Antonio Riquelme ...	Silbío
- Julia Caba Alba ... Doña Enriqueta
- Emilio Segura ...	Salvador
- Arturo Marín ... Diego (propietario del café)
- Julia Lajos ...Pastelera
- Ana María Ventura	...	Hija de la pastelera
- Rosario Royo ... Teresona
- Xan das Bolas	...	Barrabás
- Pilar Muñoz ... Juana
- Francisco Bernal ... Trabajador de la fundición
- Pilar Gómez Ferrer ... Señora cotilla
- María Cuevas
- Matilde Artero ... Hermana Consuelo
- Félix Briones ...	Tabernero
- Julia Delgado Caro ... Madre Superiora
- Alfonso Jorge
- Luis García Guerrero
- Emilio Santiago ... Hombre que pide prestada la mosca
- Luis Rivera
- Manuel Guitián ... Campanero de la Sonora
- Miguel Ligero	...	Jeromo
- Lina Yegros ... Hermana Piedad
- Antonio Gallardo ... Bailaor
- José Riesgo ... Trabajador de la fundición